# Sápmis damlag i fotboll
Samelands damlag i fotboll representerar Sameland och samerna i fotboll. Första landskampen spelades 27 juni 1991 i Mariehamn, då man besegrade Åland med 5-2. Viva World Cup 2008 var lagets första stora turnering där Sameland var ett av två damlag som deltog. Sameland vann dubbelmötet mot Irakiska Kurdistan med 15–1 totalt, 4–0 respektive 11–1. Man har också spelat träningsmatcher mot diverse klubblag.
Laget är inte medlem i Uefa eller Fifa.

### Fotnoter
1. ↑  Patrik Persson (21 juni 2009). ”Ett annorlunda fotbolls-VM” (på svenska). Fria tidningar. http://www.fria.nu/artikel/80025. Läst 7 januari 2018.